# みょ〜なラジオ
『みょ〜なラジオ』（みょーならじお）は、BSS山陰放送で放送されていたラジオ番組。

## 概要
2021年4月4日から2022年9月25日までBSS山陰放送で放送されていた30分のラジオ番組。
メインパーソナリティを担当するのは、ピン芸人のみょーちゃんとオキシジェンの田中知史。
BSS山陰放送の放送時間は毎週日曜23:30で、その他のエリアにもネットされていた。
2022年3月13日に放送50回目を迎えたが、この放送の収録日にコロナ陽性の診断が出ていた田中は収録に参加できなかった。
この日の放送は、オープニングに田中が電話で出演した以外は、みょーちゃんとアシスタントのカヨンの2人のみで行われた。
2022年4月、放送中のコーナーをリニューアルした。
2022年6月26日の放送では、この日の放送で卒業となるアシスタント中島の撮影会を収録時に行い、放送時間にあわせて番組のTwitterでその時の写真を公開していく連動企画が行われた。
2022年9月4日の放送で、9月末で番組が終了することが発表された。

## ネット局
番組終了時
| 放送対象地域   | 放送局名               | 放送時間             | 放送期間        | 脚注   |
| -------------- | ---------------------- | -------------------- | --------------- | ------ |
| 島根県・鳥取県 | 山陰放送（BSS）        | 日曜 23:30 - 24:00   | 2021年4月4日 -  | 制作局 |
| 鹿児島県       | 南日本放送（MBC）      | 日曜 25:00 - 25:30   | 2021年4月4日 -  |        |
| 長崎県 佐賀県  | 長崎放送 NBCラジオ佐賀 | 土曜 18:00 - 18:30   | 2021年4月10日 - |        |
| 新潟県         | 新潟放送（BSN）        | 土曜 27:00 - 27:30   | 2021年4月10日 - |        |
| 山口県         | 山口放送（KRY）        | 翌日曜 21:00 - 21:30 | 2021年4月11日 - |        |
| 大分県         | 大分放送（OBS）        | 日曜 24:00 - 24:30   | 2021年7月4日 -  |        |
| 静岡県         | 静岡放送（SBS）        | 日曜 23:30 - 24:00   | 2021年9月30日 - |        |
| 高知県         | 高知放送（RKC）        | 月曜 18:30 - 19:00   | 2021年10月6日 - |        |
| 石川県         | 北陸放送（MRO）        | 土曜 27:30 - 28:00   | 2021年10月6日 - |        |
| 岡山県         | RSK山陽放送            | 土曜 28:30 - 29:00   | 2021年10月9日 - |        |

## 出演者

### メインパーソナリティ
- みょーちゃん[1]
- 田中知史[1]

### アシスタント
- おおいたりん（2021年7月4日 - 9月26日）[12]
- 木村佳奈枝（2021年10月3日 - 12月26日）[13][14]
- カヨン（2022年1月23日 - 3月27日）[15][16]
- 中島由依子（2022年4月10日 - 6月26日）[17][18][19]
- Day and Night（2022年7月3日 - 9月18日）[20][21]

初代から4代目までのアシスタントオーディションの一次審査は、配信サイトSHOWROOMにて行われた。

### ゲスト
- やきそばかおる（2021年5月30日、6月6日）[26]
- キートン（2021年8月1日、8月8日、10月10日、10月17日、2022年2月6日、2月13日、5月22日、5月29日、9月25日）[27][28][29][30][31][32]
- TAIGA（2021年8月22日、8月29日）[33]
- 中井りか（2021年9月26日）[34]
  - おおいたりん卒業スペシャルで、おおいたりんが会いたい人として登場。
- 野口紗世子＆磯ヶ谷典華（2021年11月14日）[35][36]
  - 木村佳奈枝の所属する劇団の団員。舞台のプロモーションを兼ねて登場。
- 隈本茉莉奈（2022年1月2日）[37]
  - 番組エンディングテーマ争奪企画[38][39]で優勝した虹のコンキスタドールのメンバー。
- 仲嶺巧（2022年2月27日、3月6日）[40][41]
  - コロナ陽性の診断が出た田中知史が不在の回に登場[42][43]。
- メルヘン須長（2022年3月20日、3月27日）[44][45][46]
  - カヨンの最後の収録日に登場。番組内でたびたびモノマネ芸を披露していたカヨンにモノマネをレクチャーした。
- SAKURAI（2022年9月18日）[21][47]
  - Day and Nightの卒業回に登場。ギタリスト同士という事でコラボも実施。

## コーナー

### 番組終了時

#### 答えをください
2022年4月から始まったコーナー。「答えが知りたい」ことをリスナーから募集し、次の収録までにMC2人が熟考に次ぐ熟考、精査に精査を重ねて辿り着いた答えを発表する。

#### 教えて東京みょップ
2022年4月から始まったコーナー。関東圏以外に住むリスナーから気になる東京近郊スポットを募集し、リスナーに代わってMC2人が実際に足を運んでリポートする。
- 高尾山（2022年5月1日放送回）[48]
- 甘味処「いちょうの木」（2022年5月15日放送回）[49][50]
- 日本科学未来館（2022年6月5日放送回）
  - おみやげに買ってきたサソリ入りのチョコレートをスタジオで出演者が試食[51]
- サンリオピューロランド（2022年6月19日放送回）[52][53]
  - あわせて、アシスタントの中島が運転するタクシーに田中らが乗り、みょーちゃんを迎えに行く企画を実施[54]
- ここ滋賀（滋賀県アンテナショップ）（2022年7月24日放送回）[55]
- 下北沢にある占いの店（2022年8月14日放送回）
- 六本木ヒルズ森タワーで開催されている『水木しげるの妖怪 百鬼夜行展』（2022年9月4日放送回）

### 過去

#### それ絶妙！
ジャンル問わず超個人的に「これ絶妙に好き！」と思うことやモノを募集するコーナー。

#### みょナサン・みょースター
世の中のあらゆる言葉の一部を「みょ」に変えて造語を作るコーナー。

#### みょーな歌
リスナーから募集した1行歌詞に出演者がメロディを付けるコーナー。

#### 創作都市伝説
リスナーが勝手に考えてあわよくば流行らせようという都市伝説を募集するコーナー。

### アシスタントの担当コーナー

#### みょー想BL日記
おおいたりんがアシスタントを担当している時に放送されたコーナー。
みょーちゃんと田中知史が登場するBLのストーリーをおおいたりんが作成する。

#### 美人のみょージックライフ
木村佳奈枝がアシスタントを担当している時に放送されたコーナー。「みょーな歌」のメロディ作成と弾き語りを木村佳奈枝が行う。

#### 真みょ中の朗読会
カヨンがアシスタントを担当している時に放送されたコーナー。
カヨンの声で読んで欲しい言葉や文章をリスナーから募集する。

#### オ・ト・シ・カ・タ
中島由依子がアシスタントを担当している時に放送されたコーナー。
中島由依子に落とし方を教えてほしいオス（人間、動物、キャラクターなど、どんなオスでもOK）を募集する。

#### オールデイナイトニッポン！
Day and Nightがアシスタントを担当している時に放送されたコーナー。テーマを決めて、Day and Nightの2人でトークをする。2022年9月18日のDay and Nightの卒業回には、「オールデイナイトニッポンスペシャル」としてコーナーを拡大し、ゲストを迎えて放送した。

### ゲストの持ち込み

#### あれってキートンさんですよね？
ゲストとして出演したキートンによる持ち込みのコーナー。
ラジオでは分からないキートンの意外な一面を紹介するという体で、リスナーからの報告を募集する。

## 使用曲

### エンディングテーマ
- 奇妙礼太郎「よっぱらってる、いつも」
- 虹のコンキスタドール「ナミダ、あわ雪」（2022年1月限定）[39][63]
- Day and Night「サイダー」（2022年7月 - 9月）

### ジングル
番組のジングルは、木村佳奈枝の卒業スペシャルの中で作成され、その後の放送で使用された。